# Легирање
Легирање представља поступак додавања других метала (легирајућих елемената) у основни метал у циљу постизања жељених физичко-хемијских или механичких особина. Као поступак примењује се у металургији, а напознатији пример је челик. Челик је легура железа (основни елемент) и угљеника (основни легирајући елемент) и низа других легирајућих елемената.